# Jüdischer Friedhof (Bionville-sur-Nied)

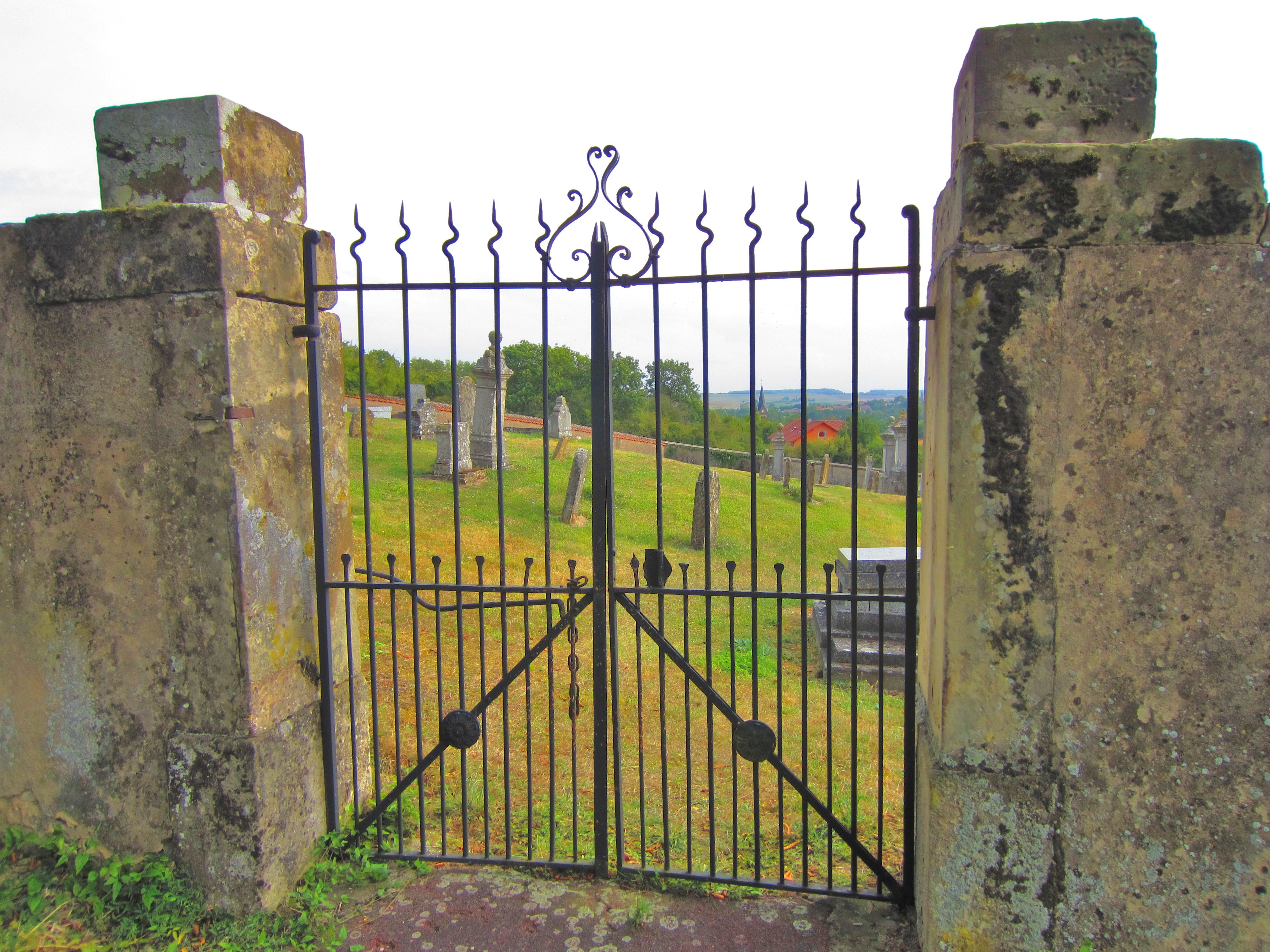
Eingang zum jüdischen Friedhof in Bionville-sur-Nied

Der Jüdische Friedhof in Bionville-sur-Nied, einer französischen Gemeinde im Département Moselle in der historischen Region Lothringen, wurde um 1640 angelegt. 
Der jüdische Friedhof befindet sich in der Rue des Bois. Auf dem Friedhof sind nur noch wenige Grabsteine (Mazevot) erhalten.